# Pseudoleskea laevissima
Pseudoleskea laevissima är en bladmossart som beskrevs av Jules Cardot 1911. Pseudoleskea laevissima ingår i släktet Pseudoleskea och familjen Leskeaceae. Inga underarter finns listade i Catalogue of Life.